# Ms. Pac-Man Maze Madness
Ms. Pac-Man Maze Madness est un jeu vidéo de labyrinthe sorti entre 2000 et 2004 (La date dépend de la version) sur PlayStation, Nintendo 64, Dreamcast et Game Boy Advance. Le jeu a été développé et édité par Namco. Il fait partie de la série Pac-Man.

## Accueil
- Jeuxvideo.com : 14/20 (PS)[1]